# Angst in der Stadt
Angst in der Stadt ist eine französische Kriminalfarce mit Elementen des Horrorfilms aus dem Jahre 1964 von Jean-Pierre Mocky. Als Vorlage für sein Drehbuch diente ein Roman (1943) von Jean Ray, dessen Handlung Mocky von Schottland in einen fiktiven Ort in Frankreich verlegte. Die Schwarzweiß-Aufnahmen von Kameramann Eugen Schüfftan entstanden im kleinen mittelalterlichen Ort Salers. Bei der ersten Veröffentlichung kürzte der Verleih das Werk und benannte es in La grande frousse um (wörtlich „Das große Muffensausen“); mit rund 680.000 Kinoeintritten war der Erfolg mäßig. Mocky brachte den Film 1972 in vollständiger Länge erneut heraus, unter dem bevorzugten und dem Roman gleichen Titel La cité de l'indicible peur („Stadt der unsagbaren Angst“).

## Handlung
Bei seinen literaturwissenschaftlichen Untersuchungen zu Wandschmierereien in Polizeikommissariaten überführt der Schöngeist Triquet unbeabsichtigt den dringend gesuchten Geldfälscher Mickie. Dafür, und begünstigt durch verwandtschaftliche Beziehungen (er ist der Neffe des Polizeipräsidenten), wird er gleich zum Inspektor ernannt. Dass die Guillotinierung Mickies misslingt, erleichtert den Menschenfreund sehr. Weil der Verbrecher bei der Gelegenheit türmt, erhalten Triquet und Inspektor Virgus den Auftrag, ihn wieder aufzuspüren. Für Triquet geht es persönlich vor allem darum, Mickie von weiteren Verbrechen abzuhalten, um ihn vor dem Fallbeil zu retten.
Die beiden Inspektoren suchen Ortschaften ab, in denen sich der Gesuchte früher aufgehalten hat. Während Virgus einen anderen Ort übernimmt, begibt sich Triquet in ein kleines Städtchen, wo er sich als Jäger ausgibt. Der Fund einer Blüte bestätigt ihm, am richtigen Ort zu sein. Die Bewohner benehmen sich seltsam, sind verschwiegen und machen den Ankömmling auf eigenartige Regeln aufmerksam, die zu befolgen sind. Franqui spricht mit einer Sensenpuppe und beobachtet durch einen Feldstecher das Geschehen im Ort; der Apotheker scheint etwas zu verbergen; der Gendarm, ängstlich und zugleich eitel, kämmt sich häufig; der Fleischer ist eine Frohnatur und hat keine Freunde; sehr viele der Bewohner fürchten sich vor der „Bestie“, von der alte Legenden berichten und die seit kurzem wieder mehrmals gesichtet worden ist. Um seine Fahndung voranzutreiben, besucht Triquet den Bürgermeister, der seine allmächtige Position im Ort mit einer Fassade der Freundlichkeit zu verschleiern versucht. Triquet sieht sich genötigt, dem Gendarmen anzuvertrauen, dass er ein Berufskollege ist. Obwohl er ihn bittet, das für sich zu behalten, weiß es bald der ganze Ort. Franqui wird tot aufgefunden, und jemand will die Bestie in seiner Nähe gesichtet haben. Douve, der Sekretär des Bürgermeisters, stachelt die Leute zu einer Treibjagd auf die Bestie an. Tatsächlich gelingt es, sie zu fassen: Es ist der verkleidete Fleischer, der so die Aufmerksamkeit einer Dorfschönheit gewinnen wollte. In der Gefängniszelle ist er nun sicher vor der Lynchwut der Bürger. Weil Triquet den Flüchtigen noch immer nicht gefasst hat, kündigt er an, alle Speicher und Keller zu durchsuchen. Da nimmt sich der Apotheker das Leben – er hat seine angeblich verschwundene Gattin, die er ermordet hat, im Keller aufbewahrt. Der Bürgermeister, seine junge Mitarbeiterin Livina und Douve lassen einen Wagen auf Triquet zurollen, doch der Inspektor entgeht dem Anschlag. Douve glaubt, die Geldfälscherei nicht länger verbergen zu können, und will sich stellen, doch jemand erschießt ihn. Der Bürgermeister ist nun bereit auszupacken, doch Kugeln strecken auch ihn nieder. Nach einer Verfolgung macht Triquet den Mörder dingfest: Es ist Livina. Sie rechtfertigt sich, die Getöteten seien viel schlimmere Verbrecher gewesen, so habe zum Beispiel der Bürgermeister ihr die Unschuld genommen. Inspektor Virgus taucht mit Mickie auf, den er in einer anderen Ortschaft fassen konnte. Aus Entsetzen vor dem Gedanken, Livina auf dem Schafott zu sehen, behält Triquet seine Aufdeckungen für sich und zieht mit Virgus davon.

## Drehorte
Drehorte waren das französische Schloss Sédaiges, die Burg Anjony, das Dorf Salers und das Franstudio in Saint-Maurice.

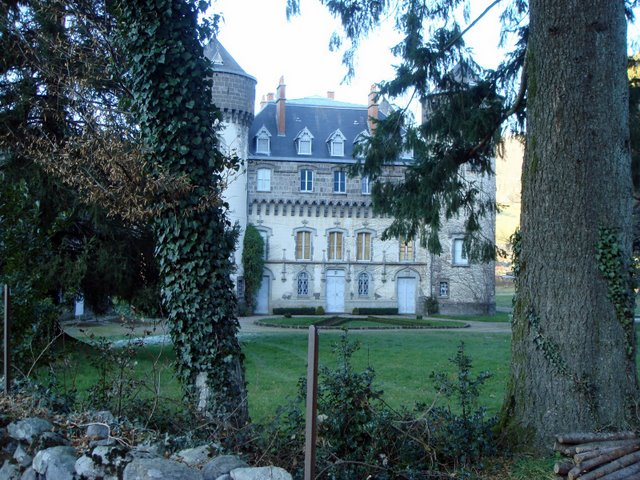
Schloss Sédaiges
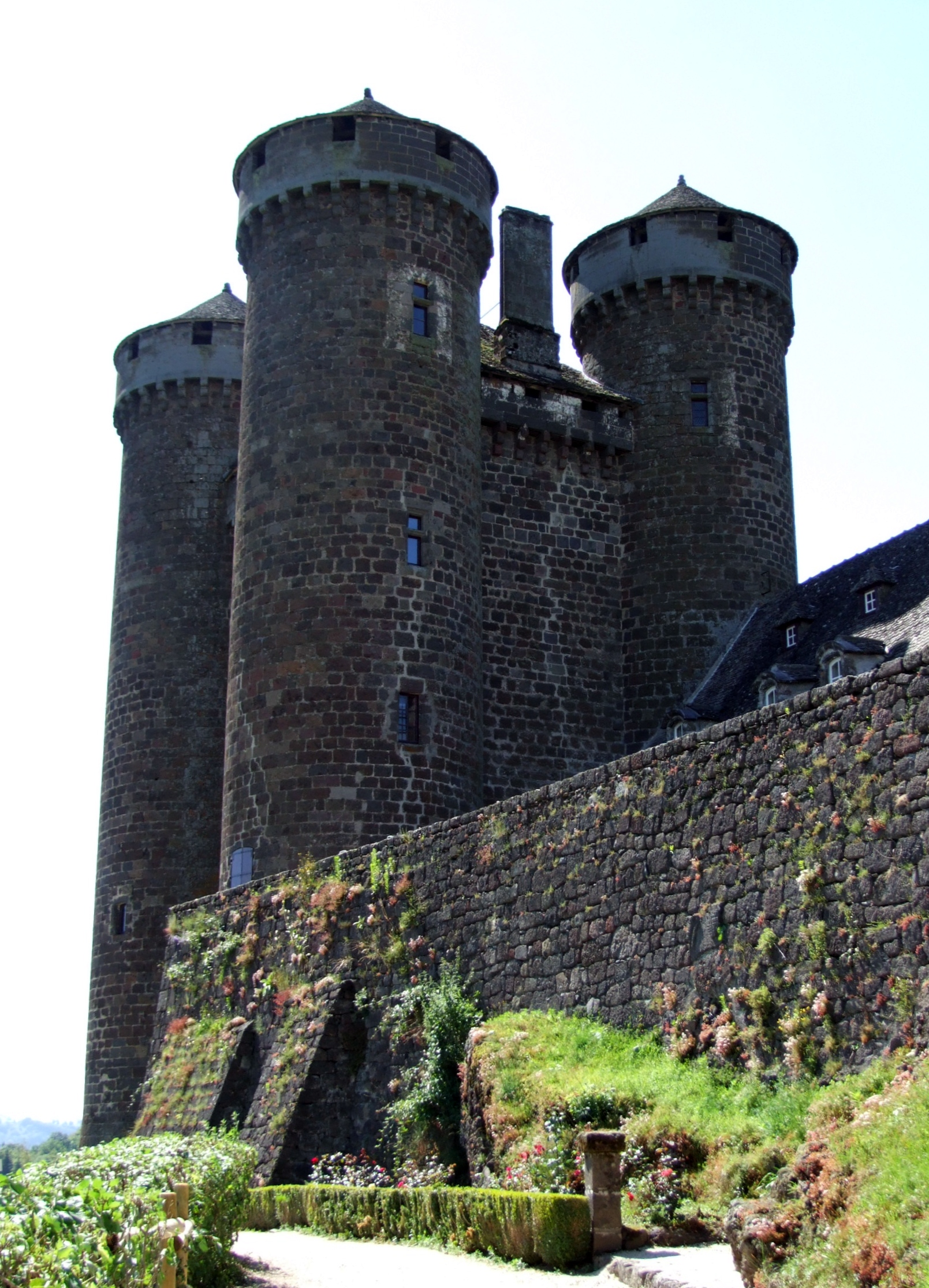
Die Burg Anjony
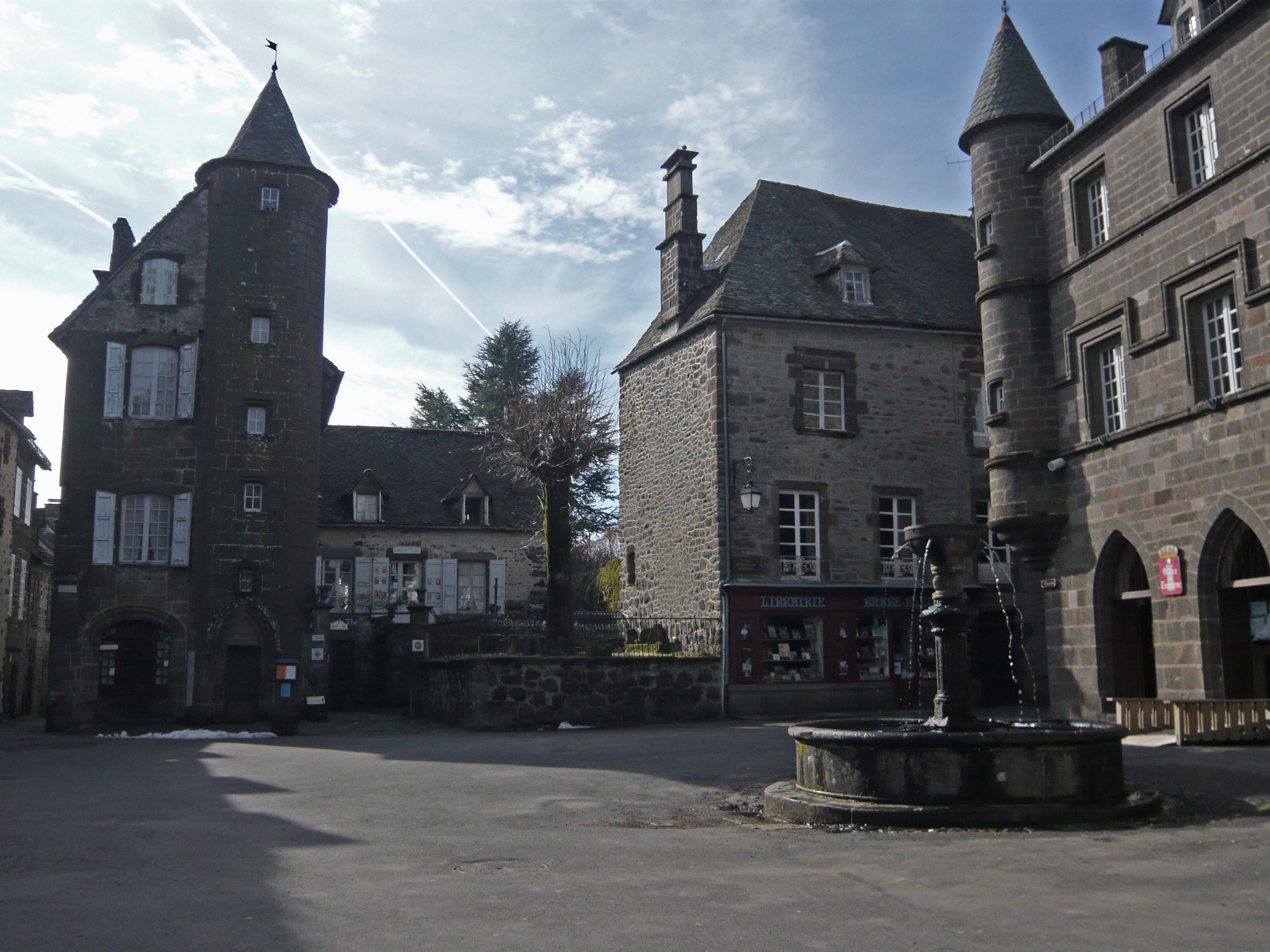
Schauplatz in Salers

## Bewertung
Im Guide des films (2005) heißt es, die „aufwühlende Ausleuchtung“ Schüfftans und der mittelalterliche Schauplatz vermittelten die fantastische Seite der Erzählung auf perfekte Weise. Die Komödie quietsche vor schwarzem Humor, halte durchgehend in Atem und biete eine „verblüffende Galerie angesehener Persönlichkeiten, eine verkommener als die andere“.